# Nazionale maschile di rugby a 13 della Serbia
La nazionale di rugby a 13 della Serbia è la selezione che rappresenta la Serbia a livello internazionale nel rugby a 13.
Il rugby league venne introdotto in Serbia nel 1953 e l'anno seguente fu ospitato un tour di due squadre francesi. Nel 1954 fecero il loro debutto le due squadre del Partizan e del Radnički. Una selezione jugoslava nel 1961 giocò a Banja Luka il primo incontro internazionale contro una selezione francese. Da allora il rugby a 13 praticamente sparì, fino alla nascita della Serbian Rugby League Federation avvenuta nel 2001.
La Serbia partecipa allo European Shield e nel 2009 ha anche partecipato a una edizione del Campionato europeo.

## Palmarès
- European Shield/Campionato europeo B: 3

2007, 2010, 2015